# Caloptilia immuricata
Caloptilia immuricata är en fjärilsart som först beskrevs av Edward Meyrick 1915.  Caloptilia immuricata ingår i släktet Caloptilia och familjen styltmalar.
Artens utbredningsområde är Ecuador och Peru:
Inga underarter finns listade i Catalogue of Life.